# Melanorivulus vittatus
Melanorivulus vittatus, es un pez actinopeterigio de agua dulce, de la familia de los rivulines.

## Distribución y hábitat
Se distribuye por América del Sur, siendo endémico en la cabecera de la cuenca del río Paraná, en Brasil. En los arroyos que habita tiene comportamiento bentopelágico.